# رالف دبليو. موس
رالف دبليو. موس هو سياسي أمريكي، ولد في 21 أبريل 1862، وتوفي في 26 أبريل 1919. نشط حزبياً في الحزب الديمقراطي. وقد انتخب عضو مجلس ولاية إنديانا ‏ وانتخب عضو مجلس النواب الأمريكي.